# Hemse
Hemse est une localité de Suède dans la commune de Gotland située dans le comté de Gotland.
Sa population était de 1 727 habitants en 2019.

## Personnalité
- Jacob Graberg af Hemsŏ (1776-1847), écrivain, y est né.